# Thomas Banks

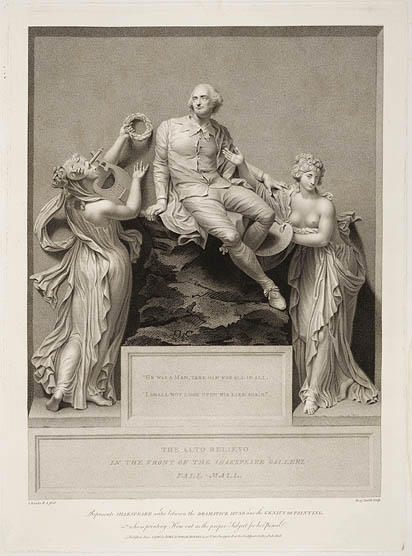
Grabado de la escultura de Banks: Shakespeare acompañado por la Pintura y la Poesía (Shakespeare attended by Painting and Poetry) en la entrada de la Galería Boydell Shakespeare. La escultura fue trasladada al antiguo jardín de la casa de Shakespeare en New Place en Stratford.

Thomas Banks (Londres, 29 de diciembre de 1735-2 de febrero de 1805) fue un escultor inglés.

## Datos biográficos
Hijo de un agrimensor que era capataz de la tierra del Duque de Beaufort, nacido en Londres.
Fue formado en el dibujo por su padre , y en 1750 era aprendiz de un tallista de madera. En sus ratos libres se dedicó a la escultura, pasando las tardes en el estudio del escultor flamenco emigrado Peter Scheemakers. Antes de 1772, cuando obtuvo una bolsa de viaje otorgada por la Royal Academy que le permitió ir Roma, ya había realizado algunas obras destacadas.
De regreso a Inglaterra en 1779 encontró que el gusto por la poesía clásica, que había sido siempre su fuente de inspiración, ya no existía, y pasó dos años en San Petersburgo, siendo empleado por la emperatriz  Catalina la Grande, quien compró su "Cupido atormenta una mariposa". A su regreso, modeló su colosal "Aquiles de luto por la pérdida de la Briseida", una obra llena de fuerza y pasión, y luego fue elegido, en 1784, asociado de la Royal Academy y al año siguiente miembro de pleno derecho.
Entre otras obras,  en la Catedral de San Pablo de Londres se encuentran los monumentos al Capitán Westcott y al Capitán Burges y en la Abadía de Westminster el de Sir Eyre Coote oficial de la empresa de las Indias Orientales.
Su busto de Warren Hastings está en la  Galería Nacional de Retratos. La obra más conocida de Banks es quizás el grupo colosal de Shakespeare asistido por la pintura y la poesía, ahora en el jardín de New Place de Stratford-on-Avon. La escultura en alto relieve fue encargada en 1788 para ser colocada en un hueco de la fachada superior de la  Galería Boydell Shakespeare de John Boydell en Pall Mall. Banks recibió 500 guineas por el grupo que representa a Shakespeare, recostado contra una roca, entre la Musa del drama y el Genio de la pintura. En el pedestal en una inscripción grabada en la piedra se puede leer en inglés: Él fue un hombre, lo llevan para todo en todo, no espero hallar otro semenjante La escultura permaneció en Pall Mall hasta que el edificio fue demolido en 1868 o 1869, cuando fue trasladado a New Place.

## Obras
Entre las mejores y más conocidas obras de Thomas Banks se incluyen las siguientes:
- Shakespeare acompañado por la Pintura y la Poesía (en inglés: Shakespeare attended by Painting and Poetry) en la entrada de la Galería Boydell Shakespeare. La escultura fue trasladada a New Place
- "Cupido atormenta una mariposa".
- "Aquiles de luto por la pérdida de la Briseida",
- Memorial al Capitán Westcott  en la Catedral s.p.l
- Memorial al Capitán Burges  en la Catedral s.p.l